# Wollige sneeuwbal
De wollige sneeuwbal (Viburnum lantana) is een struik uit de muskuskruidfamilie (Adoxaceae). Linnaeus gaf de soort in 1753 de wetenschappelijke naam in Species plantarum. Voor de naam lantana verwees hij naar Rembert Dodoens, die de naam als geslachtsnaam gebruikte. Dodoens noemt de naam als synoniem van 'Viburnum', en meldt in de tekst dat het de naam is die de Italianen eraan geven.

## Determinatie
De plant kan 6 m hoog worden. De bladeren zijn eirond en gerimpeld en kunnen 5-12 cm lang worden. Ze hebben getande randen en dichte beharing aan de onderzijde van het blad. De bladsteel is kort en behaard.
De bloemen zijn wit en klein (de doorsnede is circa 6 mm). Ze staan in een vlakke tuil van 6-10 cm doorsnede. De plant draagt een kleine, eivormige, afgeplatte vrucht (zie foto). Rijpend verandert de kleur van groen via rood tot zwart.

## Ecologie
Wollige sneeuwbal groeit in mantelvegetatie bij bosranden, in struwelen en in heggen, vooral op kalkhoudende grond.

### Syntaxonomie
De wollige sneeuwbal is een kensoort voor het liguster-verbond (Berberidion vulgaris).

### Waardplant
Wollige sneeuwbal is een waardplant van de microvlinders Phyllonorycter lantanella, Coleophora ahenella en Acleris schalleriana.

## Verspreiding
De soort komt in het grootste deel van Europa voor, behalve in het uiterste noorden.

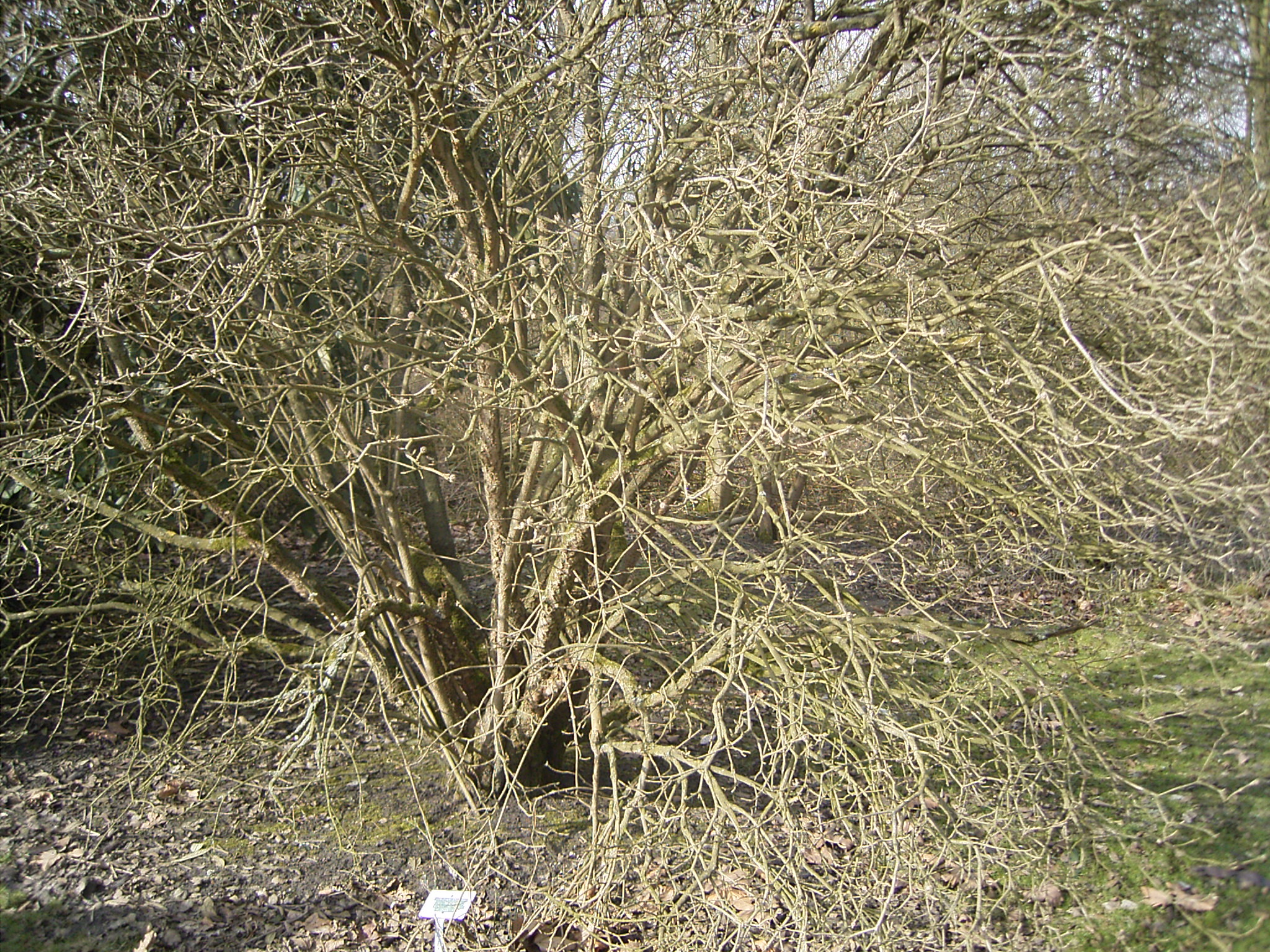
Kale struik in de winter
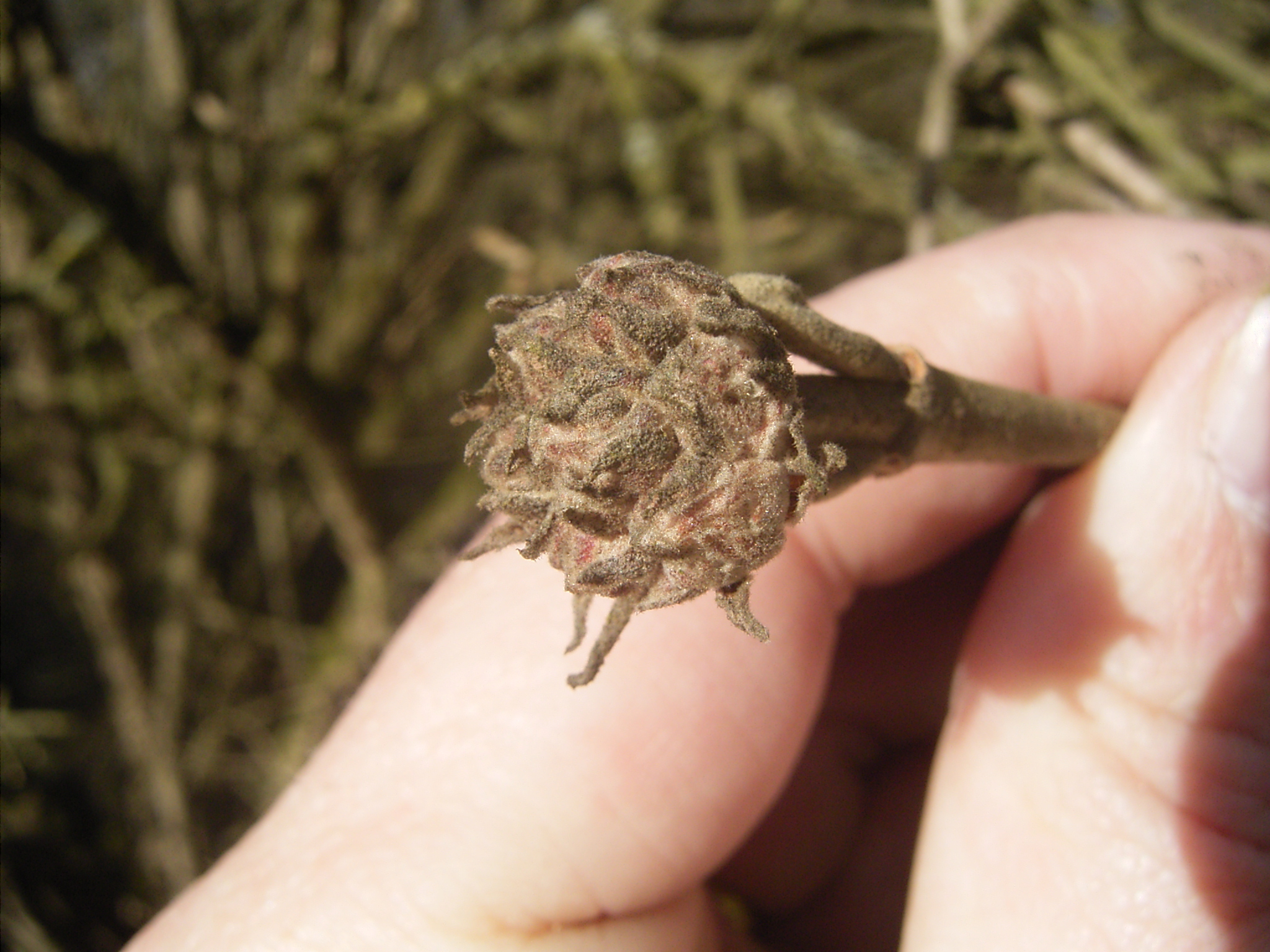
Knoppen
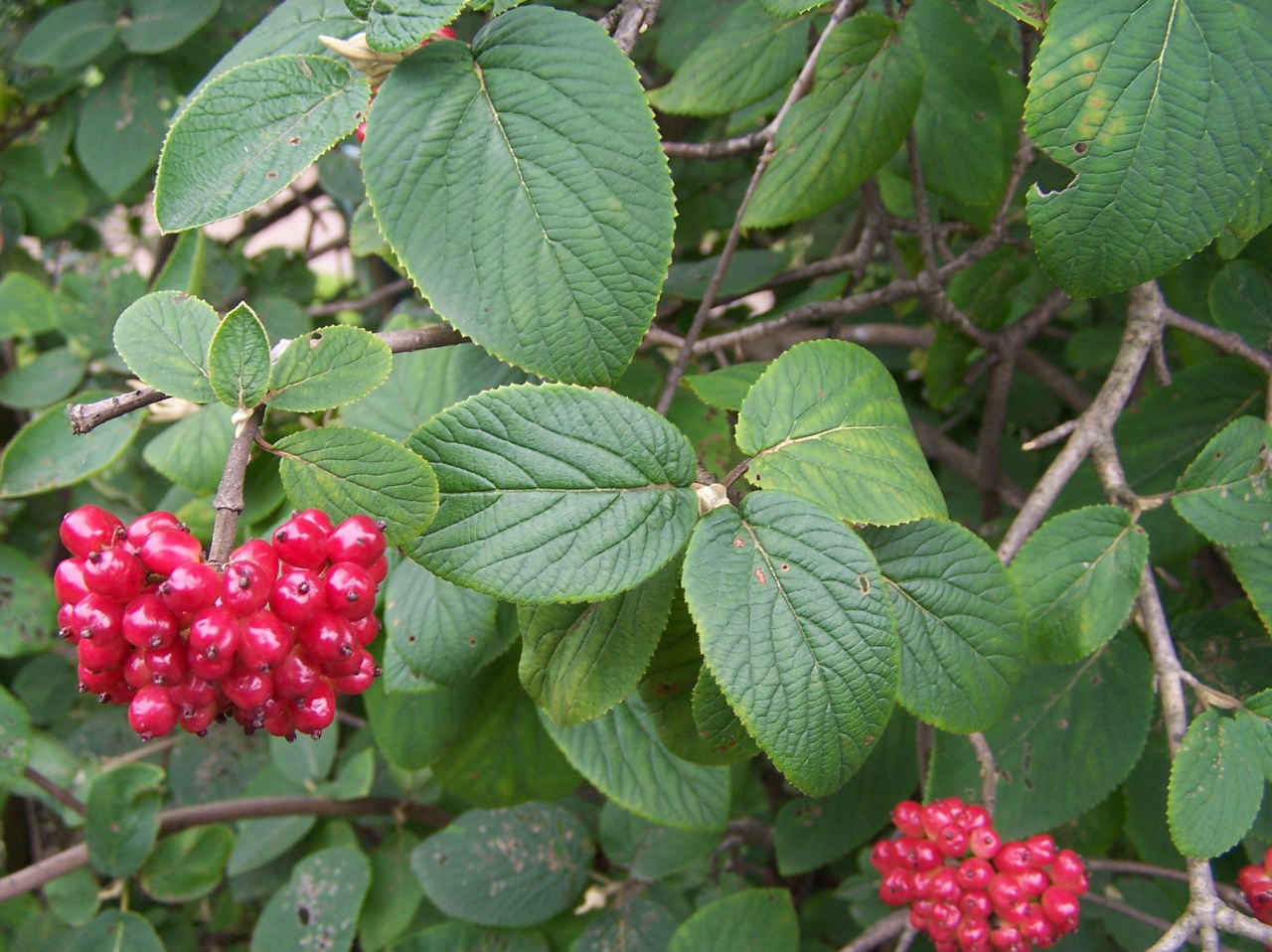
Vruchten (rood, nog niet zwart)
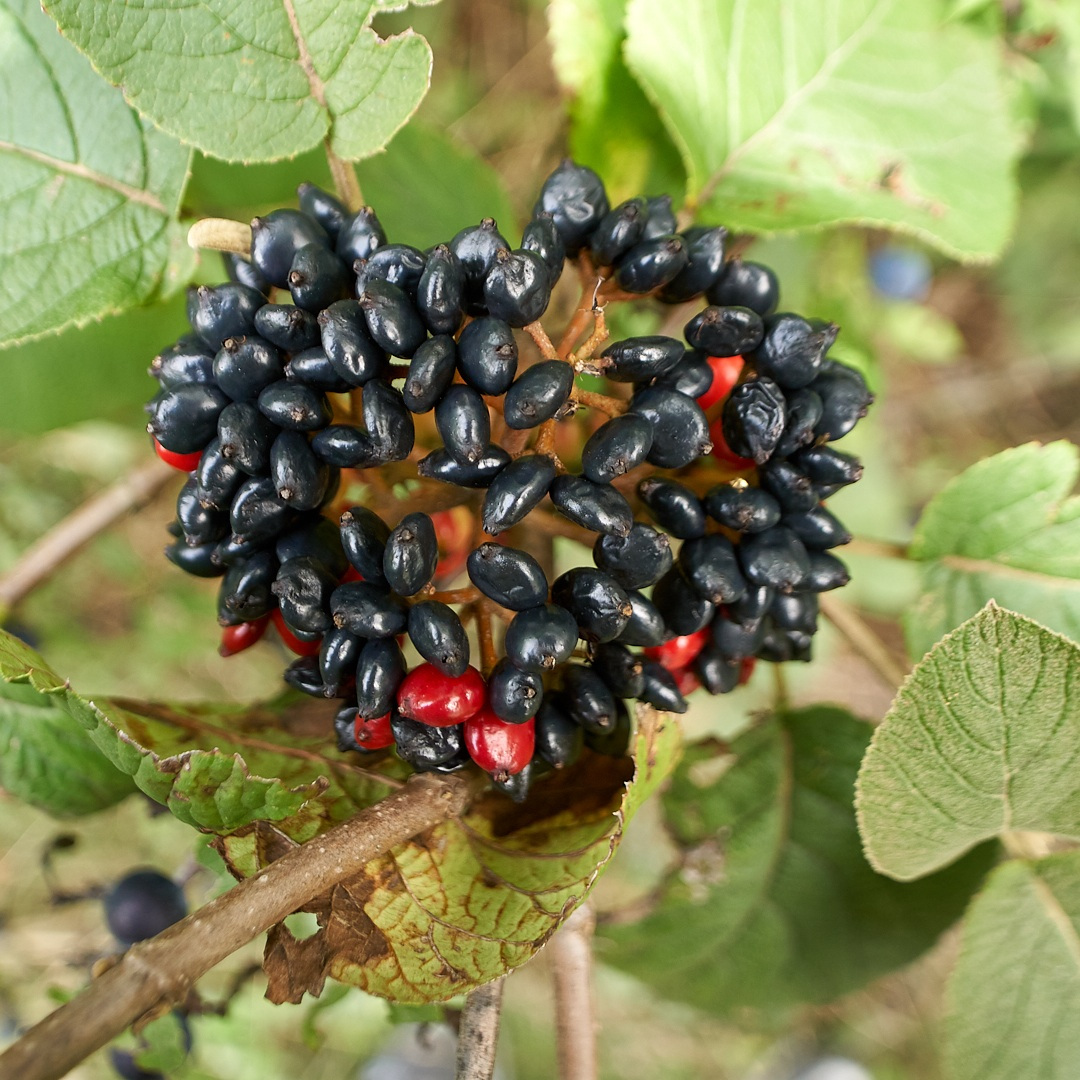
Met zwart rijp fruit